# フランシス・ハンター
フランシス・ハンター（Francis Hunter, 1894年6月28日 - 1981年12月2日）は、アメリカ・ニューヨーク出身の男子テニス選手。フルネームは Francis Townsend Hunter （フランシス・タウンゼント・ハンター）という。「フランク・ハンター」（Frank Hunter）と呼ばれることも多い。1920年代にアメリカを代表する男子テニス選手の1人として活動し、1924年パリ五輪の男子ダブルス金メダルをはじめ、ダブルスで多数のタイトルを獲得した。シングルスでは、1923年ウィンブルドン選手権と1928年・1929年の全米選手権で3度の準優勝に終わっている。右利きの選手で、身長180cm、体重82kgほどの大柄な体格の持ち主だった。彼と同世代の男子テニス選手には、同じアメリカのビル・チルデンとビル・ジョンストン、フランス「四銃士」（ルネ・ラコステ、アンリ・コシェ、ジャン・ボロトラ、ジャック・ブルニョンの4人）などがいた。

## 来歴
ハンターの競技経歴は、早くも第1次世界大戦中の全米選手権から始まり、戦時中の大会に1915年・1916年の2度出場した。終戦後の1921年、ウィンブルドン選手権でブライアン・ノートン（1899年 - 1956年）との準決勝に進出する。2年後の1923年、彼はウィンブルドン男子シングルス決勝でビル・ジョンストンに 0-6, 3-6, 1-6 で完敗し、ここで準優勝者になった。翌1924年、ハンターはビンセント・リチャーズとのダブルスで活躍し、ウィンブルドン男子ダブルス初優勝とパリ五輪男子ダブルス金メダル獲得を達成した。ウィンブルドンでは、アメリカのベテランペアであるリチャード・ウィリアムズ（1891年 - 1968年）＆ワトソン・ウォッシュバーン（1894年 - 1973年）組に 6-3, 3-6, 8-10, 8-6, 6-3 で競り勝った。オリンピック決勝では、ハンターとリチャーズはフランス代表のアンリ・コシェ＆ジャック・ブルニョン組を 4-6, 6-2, 6-3, 2-6, 6-3 で破り、金メダルを獲得した。2年後の1926年、リチャーズやスザンヌ・ランラン（フランス）などが世界初の「プロテニス選手」になったことから、次の1928年アムステルダム五輪でテニスはオリンピック競技から除外された。
3年後の1927年、フランシス・ハンターはウィンブルドン選手権で男子ダブルス・混合ダブルスの2部門制覇を達成した。男子ダブルスではビル・チルデンと組み、フランス「四銃士」のアンリ・コシェ＆ジャック・ブルニョン組を 1-6, 4-6, 8-6, 6-3, 6-4 で倒した。混合ダブルスのパートナーはエリザベス・ライアンで、ハンターとライアンはレスリーとキティのゴッドフリー夫妻を 8-6, 6-0 で破った。ハンターにとってはこの部門の初優勝で、ライアンは1923年以来4年ぶり5度目のウィンブルドン混合ダブルス優勝であった。ハンターとチルデンの組は、同じ年の全米選手権でも男子ダブルス優勝を飾り、4大大会男子ダブルス2連勝を果たした。この年から1929年まで、ハンターは男子テニス国別対抗戦・デビスカップのアメリカ代表選手を務めた。
1928年と1929年、ハンターは全米選手権の男子シングルス決勝で2年連続準優勝の苦杯をなめた。1928年の決勝戦ではアンリ・コシェ、1929年はビル・チルデンがハンターの壁になった。1923年ウィンブルドン選手権と合わせて、ハンターは4大大会男子シングルスで3度の準優勝に終わった。2度目の全米準優勝に先立ち、1929年ウィンブルドン選手権ではヘレン・ウィルスとの混合ダブルスで優勝がある。これでハンターの4大大会優勝は、ウィンブルドン選手権で4勝（男子ダブルス2勝・混合ダブルス2勝）、全米選手権で1927年の男子ダブルス優勝と合わせて、総計5勝になった。
1930年の全米選手権準々決勝でジョン・ドエグ（1908年 - 1978年）に敗れた後、ハンターは36歳で「プロテニス選手」に転向し、チルデンたちとプロテニスツアーで戦い続けた。1961年に国際テニス殿堂入り。1981年12月2日、フランシス・ハンターはフロリダ州パームビーチにて87年の生涯を終えた。

## 主な成績
- ウィンブルドン選手権　男子ダブルス：2勝（1924年・1927年）／混合ダブルス：2勝（1927年・1929年）　［男子シングルス準優勝1度：1923年］
- 全米選手権　男子ダブルス：1勝（1927年）　［男子シングルス準優勝2度：1928年・1929年］
- オリンピック　1924年パリ五輪：男子ダブルス金メダル